# あいち銭湯資料館
あいち銭湯資料館（あいちせんとうしりょうかん）は、愛知県名古屋市中区千代田三丁目にある銭湯に関する展示施設。

## 概要
資料館は愛知県名古屋市中区千代田三丁目に事務所を置く愛知県公衆浴場組合の設立60周年を記念し、同組合事務所の2階に設置された。スペースは25畳程度で和室になっており、廃業した銭湯から入手した風呂桶・鏡・マッサージチェアなど80点が展示されている。。又、愛知県公衆浴場業生活衛生同業組合の公式キャラクター「おけお」の缶バッジ（100円）が販売されている。。

## 主な展示品
- 風呂桶[新聞 1]
- 鏡[新聞 1]
- 銭湯入浴料の変遷[新聞 1]
- 貸し出し用の番傘[新聞 1]
- 番台[新聞 1]
- そろばん[新聞 1]
- ドライヤー[新聞 3]
- マッサージチェア[新聞 1]

ドライヤーおよびマッサージチェアは完動品のため、硬貨を入れて実際に体験することができるという。

## 利用案内
平日および土曜日の10時から16時まで開館する。また、入場は無料。

## 所在地・アクセス
- 所在地 - 愛知県名古屋市中区千代田三丁目9番14号[WEB 3]
- アクセス - JR中央本線・名古屋市営地下鉄鶴舞線 鶴舞駅より徒歩[WEB 3]。

### WEB
1. ↑  清水藍 (2018年6月20日). “銭湯の魅力再発見！あいち銭湯資料館♨✨”.   CBCラジオ. 2018年8月29日閲覧。
2. ↑  愛知県公衆浴場組合 公式 [@aichi1010] (2018年3月15日). "｢おけお｣だよ。あいち銭湯資料館が4月から毎週土曜日も開館します。10時から16時までです。ボクもいるからね。#愛知  #名古屋   #銭湯". X（旧Twitter）より2018年8月29日閲覧。
3. 1 2  “アクセス”.   愛知県公衆浴場業生活衛生同業組合. 2018年8月29日閲覧。

### 新聞
1. 1 2 3 4 5 6 7 8 9 10 11 12  「鏡、マッサージ椅子…懐かし展示 名古屋に銭湯資料館」『中日新聞朝刊県内版』中日新聞社、2017年12月5日、18面。
2. ↑  「昭和銭湯アツい名品」『中日新聞夕刊』中日新聞社、2019年6月22日、11面。
3. ↑  「「かまがリハビリ」銭湯再開 港区の81歳 脳梗塞から復帰 常連客の声後押し」『中日新聞夕刊』中日新聞社、2018年1月11日、11面。